# جونيور داوغرتي
جونيور داوغرتي (بالإنجليزية: Junior Daugherty)‏ هو عازف كمان ‏ أمريكي، ولد في 19 يوليو 1930 في ألاموغوردو في الولايات المتحدة.

## وصلات خارجية
- جونيور داوغرتي على موقع ميوزك برينز (الإنجليزية)
- جونيور داوغرتي على موقع أول ميوزيك (الإنجليزية)
- جونيور داوغرتي على موقع أول ميوزيك (الإنجليزية)
- جونيور داوغرتي على موقع ديسكوغز (الإنجليزية)
- جونيور داوغرتي على موقع ديسكوغز (الإنجليزية)
- الموقع الرسمي